# Johan Reinhold Lomell
Johan Reinhold Lomell, född 16 december 1824 i Skänninge församling, Östergötlands län, död 17 april 1905 i Hedvig Eleonora församling, Stockholm, var en svensk fabrikör.

## Biografi
Johan Reinhold Lomell föddes 1824 i Skänninge församling. Han var fabrikör och invaldes 1897 som associé i Kungliga Musikaliska Akademien. Lomell avled 1905 i Hedvig Eleonora församling, Stockholm.
Han var medlem i Godtemplarorden och donerade bland annat 50 000 kronor till Nykterhetsvännernas studenthem i Uppsala, som han även senare understött.